# Lima, Ohio

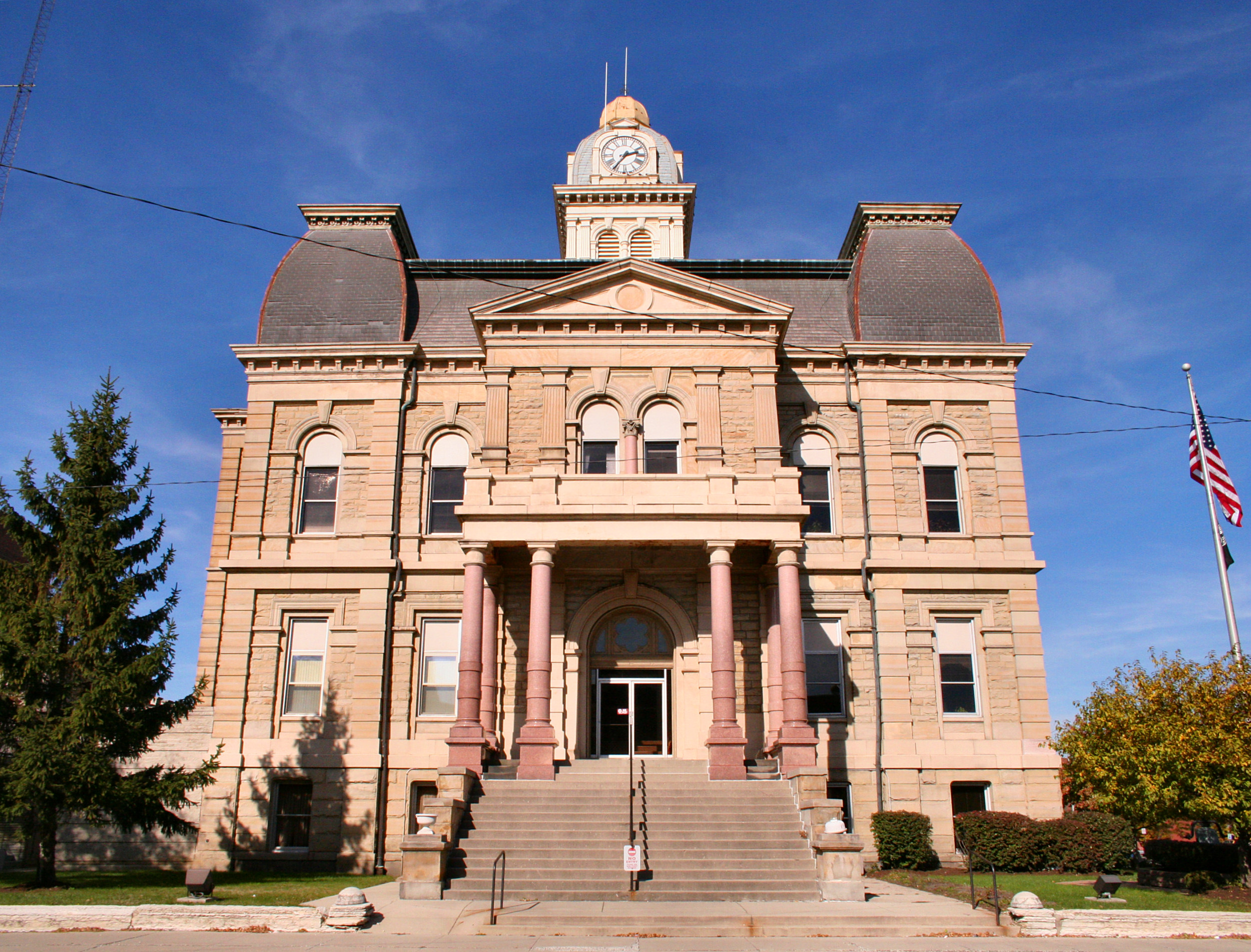
Tòa Quận Allen dưới phố

Lima (phát âm như "Lai-mơ"; IPA: [laɪ mʌ]) là một thành phố thuộc Quận Allen, Ohio. Theo Thống kê Dân số năm 2000, thành phố này có 40.081 người. Nó là quận lỵ của Quận Allen.6 Lima nằm vào miền tây bắc Ohio, về phía bắc của Dayton dọc theo Đường 75; nó được thành lập vào năm 1831.

## Địa lý
Lima tại 40°44′27″ vĩ bắc, 84°6′54″ kinh tây (40,740700, −84,114997).1
Theo Cục Thống kê Dân số Hoa Kỳ, thành phố này có tổng diện tích là 33,4 km² (12,9 dặm vuông). Trong đó, 33,1 km² (12,8 dặm vuông) là đất và 0,3 km² (0,1 dặm vuông) là mặt nước. Diện tích mặt nước chiếm 0,78% tổng diện tích.
Lima tại ngã tư Bang lộ 309 (Xa lộ Lincoln ngày xưa) và Đường 75, đường này thay cho Xa lộ 25 Hoa Kỳ, một trong những quãng đường trong hệ thống Xa lộ Dixie.

## Dân tộc
Theo thống kê dân số2 năm 2000, thành phố này có 40.081 người, 15.410 hộ, và 9.569 gia đình. Mật độ dân số là 1.210,9 người/km² (3.135,0 người/dặm vuông). Có 17.631 nhà ở, mật độ trung bình là 532,7 nhà/km² (1.379,0 nhà/dặm vuông). Trong thành phố này, có 69,30% là người da trắng, 26,48% là người da đen hay Mỹ gốc Phi, 0,31% là người Mỹ da đỏ, 0,51% là người Á Châu, 0,01% là người dân đảo Thái Bình Dương, 0,97% là người thuộc một chủng tộc khác, và 2,42% là người lai. 1,97% của dân số là người Hispanic hay Latino thuộc một chủng tộc nào đó.
Có 15.410 hộ, trong đó 31,9% có trẻ em nhỏ hơn 18 tuổi ở trong nhà, 37,3% là đôi vợ chồng ở với nhau, 19,7% có đàn bà đơn thân làm chủ hộ, và 37,9% hộ không phải là hộ gia đình. Có 32,1% hộ chỉ có một người, còn 12,6% hộ chỉ có một người 65 tuổi trở lên ở một mình. Cỡ hộ trung bình là 2,42 người, còn cỡ gia đình trung bình là 3,06 người.
Trong thành phố này, 27,2% dân số chưa đến 18 tuổi, 11,5% dân số từ 18 đến 24 tuổi, 28,7% from dân số từ 25 đến 44 tuổi, 19,4% dân số từ 45 đến 64 tuổi, và 13,3% dân số đã 65 tuổi trở lên. Tuổi trung bình của dân số thành phố này là 33. Cho mỗi 100 nữ có 100,6 nam, cho mỗi 100 nữ 18 tuổi trở lên, có 98,3 nam.
Thu nhập trung bình hàng năm của hộ ở thành phố này là 27.067 đô la, và thu nhập trung bình hàng năm của gia đình là 32.405 đô la. Thu nhập trung bình hàng năm của nam giới là 29.149 đô la, của nữ giới là 22.100 đô la. Thu nhập trên đầu người hàng năm của thành phố là 13.882 đô la. Có 22,7% người và 19,2% gia đình có thu nhập dưới mức sống tối thiểu. Trong tất cả dân cư, 33,3% của những người chưa đến 18 tuổi và 14,3% của những người đã 65 tuổi trở lên đang dưới mức sống tối thiểu.